# الخروجة (حفاش)

تعديل مصدري - تعديل

الخروجة هي إحدى قرى عزلة بني قشب بمديرية حفاش التابعة لمحافظة المحويت، بلغ تعداد سكانها 253 نسمة حسب تعداد اليمن لعام 2004.